# Primera División de Costa Rica 1955
Die Saison 1955 war die 35. Spielzeit der Primera División de Costa Rica, der höchsten costa‑ricanischen Fußballliga. Es nahmen zehn Mannschaften teil. Heredia gewann zum 14. Mal in der Vereinsgeschichte die Meisterschaft. Die Meisterschaft wurde erst 1956 beendet.

## Austragungsmodus
- Die zehn teilnehmenden Mannschaften spielten in einer Einfachrunde (Hin- und Rückspiel) im Modus Jeder gegen Jeden den Meister aus.
- Der Letztplatzierte stieg direkt ab.
- Der Zweitletzte bestritt ein Playdownspiel gegen den Drittletzten, der Verlierer stieg ebenfalls ab.

## Endstand

### Hauptrunde
| Pl.             | Verein                       | Sp. | S  | U | N  | Tore  | Diff. | Punkte |
| --------------- | ---------------------------- | --- | -- | - | -- | ----- | ----- | ------ |
| 01              | CS Herediano                 | 18  | 11 | 5 | 2  | 36:15 | 21    | 27     |
| 02              | CD Saprissa                  | 18  | 11 | 4 | 3  | 46:19 | 27    | 26     |
| 03              | LD Alajuelense               | 18  | 9  | 5 | 4  | 38:21 | 17    | 23     |
| 04              | CS La Libertad               | 18  | 8  | 6 | 4  | 39:29 | 10    | 22     |
| 05              | CS Cartaginés                | 18  | 5  | 8 | 5  | 26:29 | −3    | 18     |
| 06              | Orión FC                     | 18  | 7  | 3 | 8  | 37:34 | 3     | 17     |
| 07              | SG Española                  | 18  | 6  | 3 | 9  | 26:36 | −10   | 15     |
| 08              | CS Uruguay de Coronado       | 18  | 5  | 2 | 11 | 19:36 | −17   | 12     |
| 08              | CF Universidad de Costa Rica | 18  | 4  | 4 | 10 | 29:41 | −22   | 12     |
| 10              | UD Moravia                   | 18  | 2  | 4 | 12 | 14:50 | −36   | 8      |
| Stand: Endstand |                              |     |    |   |    |       |       |        |

### Playdown
| Drittletzter           | Gesamt | Zweitletzter                 | Hinspiel | Rückspiel |
| ---------------------- | ------ | ---------------------------- | -------- | --------- |
| CS Uruguay de Coronado | 5:1    | CF Universidad de Costa Rica | 2:1      | 3:0       |

## Pokalwettbewerb

### Copa Reina del Canadá 1955
Die Copa Reina del Canadá 1955, welche vor dem Saisonstart ausgespielt wurde, gewann Heredia im Finale mit 1:0 gegen Alajuela.